# まゆげダンス
「まゆげダンス」は、チャラン・ポ・ランタンの楽曲。2016年12月から2017年1月にNHKの音楽番組『みんなのうた』で放送された。

## 概要
作詞・作曲は小春が手がけた。
「一つとして同じまゆげはこの世には無い。それは大切な君だけの特別な個性なんだ」というメッセージを込めた楽曲。作詞・作曲は小春が担当し、ももの眉毛を見て作った楽曲であることを明かしている。チャラン・ポ・ランタンが『みんなのうた』に参加するのは、高橋克実と共演した「ぎんなん楽団カルテット」（2014年10-11月放送）以来2曲目で、単独では初となる。映像はシャシャミンとODDJOBが担当。
2017年1月18日にavex traxより発売されたアルバム『トリトメナシ』に音源とミュージック・ビデオが収録されている。ミュージック・ビデオでは、メンバー2人がさまざまな形の眉毛をつけてダンスをするというもので、ラッキィ池田が振り付けを手掛けた。。
2016年12月20日に、iTunes Storeをはじめとした音楽配信サイトで先行リリースされた。

## 収録アルバム
- トリトメナシ

## 関連書籍
- NHK みんなのうた 2016年12・1月（NHK出版 / 2016年11月18日発売 / JAN 4910084591263）